# Санта-Кулома-да-Карал
Санта-Колома-де-Керальт (кат. Santa Coloma de Queralt) — муніципалітет в Каталонії, в Іспанії, у комарці Конка-де-Барбера. Розташований на північному сході комарки близько 60 км, від міста Таррагона. Місто пов'язане з іншою частиною комарки та Ігуаладою дорогою C-241.

## Історія
У 976 році Боррель II, граф Барселони, продав замок Керальт і околиці віконту Гітарту, і до 1018 року замки були побудовані в Санта-Колома та інших стратегічних місцях. Сім'я Гурб-Кверальт заснувала баронство і контролювала територію протягом наступних двох століть. До кінця тринадцятого століття Санта-Колома-де-Керальт був важливим регіональним центром, який служив ринковим містом, яке сполучало місцеву громаду та її потребу в комерційних товарах, привезених з інших частин Середземномор'я, із зовнішнім світом. Ця комерційна діяльність приваблювала євреїв, так що на початку чотирнадцятого століття зі ста п'ятдесяти будинків у місті п'ятдесят були зайняті єврейськими родинами.

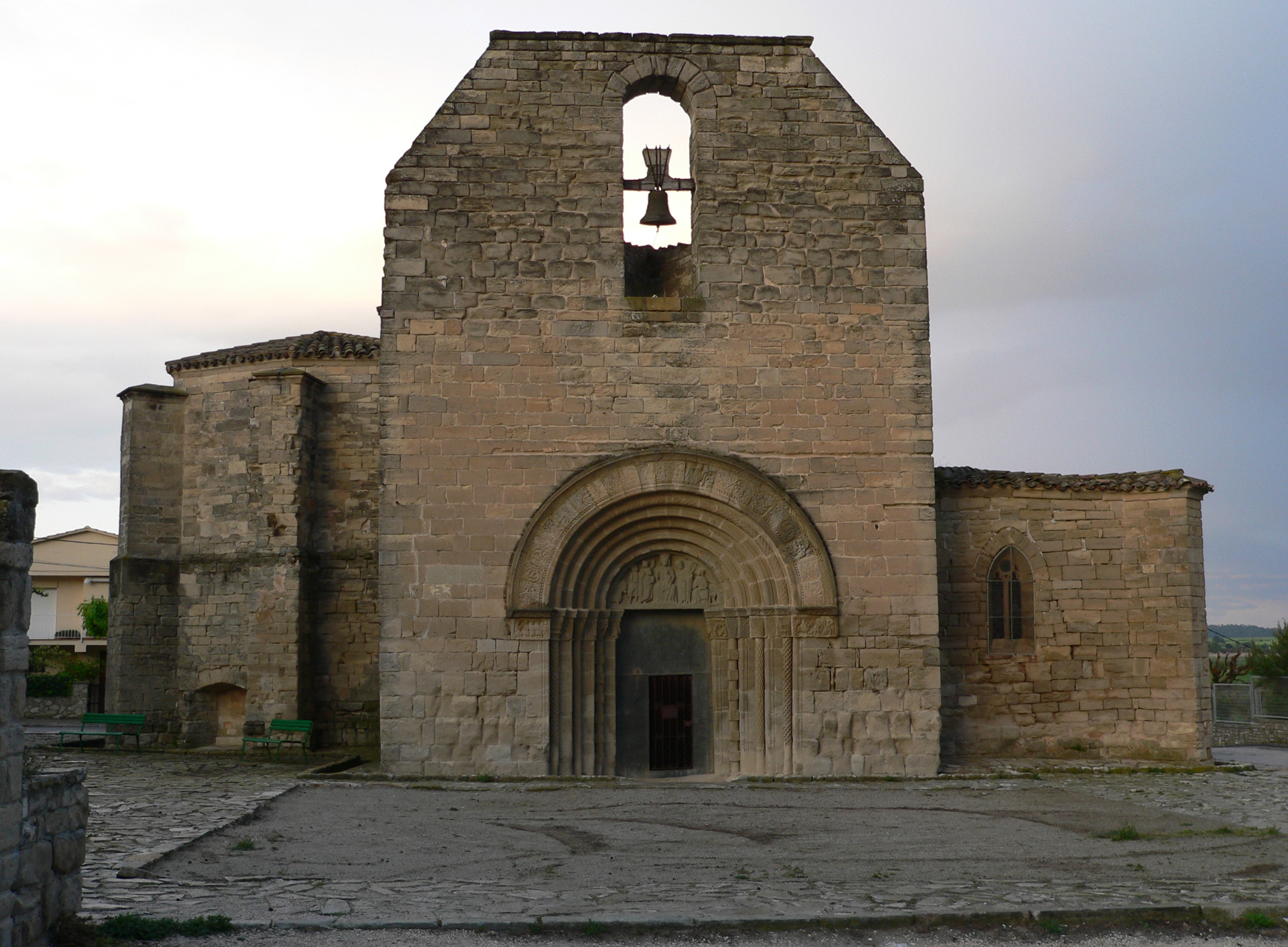
Санта-Марія-де-Белльок.

Каталонське повстання в середині XVII століття виникло в результаті тривалої присутності в Каталонії іспанських військ під час франко-іспанської війни між Французьким королівством та монархією Іспанії. Дальмау де Керальт, граф Санта-Колома, який на той час був іспанським віце-королем Каталонії, був убитий повстанцями на початку повстання. Після війни місто повернулося під контроль родини Керальт.

## Туризм
Санта-Колома-де-Керальт — історичне місто. Одними з головних визначних пам'яток є чотири середньовічні ворота, які були частиною мурів, що оточували старе місто. Є також залишки замків д'Агіло та Керальт, а також палац графів Керальт — це вражаюча будівля. Є дві площі, оточені будівлями з портиками — Plaça Major і Plaça de l'Església. Зараз у Каса-де-ла-Вілла розташована ратуша, а єврейський квартал має невеликі звивисті вулички. Готична церква Санта-Колома була побудована в XIV столітті. Церква Санта-Марія-де-Белллок датується XIII—XIV століттями. Він побудований у готичному стилі, але з романським порталом. Тут знаходиться алебастрова гробниця графів Керальтів, датована 1370 роком.